# Riu Richelieu
El Riu Richelieu és un riu del Quebec, Canadà. Discorre, durant 171 km, des del Llac Champlain fins a la confluència amb el riu Sant Llorenç a la localitat de Sorel-Tracy al nord-est de Montreal. La seva conca de drenatge és de 23.400 km² de les quals 19.600 km² estan als Estats Units a l'Estat de Nova York, Massachusetts i Vermont. Té un cabal de 330m3/s. Saint-Jean-sur-Richelieu, Chambly i Sorel-Tracy són ciutats importants en el seu curs.
L'explorador francès Samuel de Champlain va ser el primer europeu a arribar a la desembocadura d'aquest riu l'any 1609. Era una via de pas important pels natius iroquesos. Els francesos aviat hi construïren cinc forts: Fort Richelieu a la desembocadura, Fort St. Louis (o Fort Chambly), Fort Ste. Thérese i Fort Saint-Jean i Fort Ste. Anne a l'Illa La Motte situat al llac Champlain prop del naixement del riu. El nom actual del riu és en memòria del Cardenal Richelieu (1585–1642).